# Ole Klindt-Jensen
 For alternative betydninger, se Ole Jensen. (Se også artikler, som begynder med Ole Jensen)
Ole Klindt-Jensen, (født 31. marts 1918 i Næstved, død 13. juni 1980 i Aarhus) var en dansk arkæolog, professor, dr.phil.
Ole Klindt-Jensen blev født i Næstved i 1918, men flyttede som barn med sine forældre til Bornholm, hvor han i 1936 blev student fra Rønne Statsskole. 1936-1944 studerede han arkæologi hos Johannes Brøndsted og Knud Friis Johansen ved det unge institut for arkæologi ved Københavns Universitet. Under studieårene deltog han blandt andet i udgravningerne af den befæstede jernalderlandsby i Borremose. I 1950 udkom hans doktorafhandling "Foreign Influences in Denmarks Early Iron Age" som bind XX af tidsskriftet "Acta Archaeologica". Afhandlingen (forsvaret 14. december 1950) nød stor international bevågenhed lige som mange af hans senere skrifter der alle viste hans evne til at kunne uddrage store europæiske kulturhistoriske linjer i selv små detaljer.
Klindt-Jensen begyndte sin karriere ved Nationalmuseet i København, men i 1961 efterfulgte sin ven og ældre kollega P. V. Glob i professorstolen i det nyindrettede arkæologiske institut ved Aarhus Universitet. Dermed blev han den som realiserede Globs drømme om en samling af de kulturhistoriske studier og en udflytning af institut og museum til Moesgaard.
I 1966 blev Klindt-Jensen valgt til generalsekretær for "Union Internationale des Sciences Préhistoriques et Protohistoriques" (UISPP).
Klindt-Jensen døde af et hjerteanfald, da han i sin bil forlod Moesgård d. 13 juni 1980. Bilen kørte efterfølgende ind i et af træerne i alleen, ingen andre kom til skade. Han var død på stedet, 62 år gammel. 
Klindt-Jensens forfatterskab omhandler primært førromersk jernalder og Bornholm, men for begge temaers vedkommende er det de store kulturhistoriske sammenhænge der trækkes frem. Af enkeltfund som er behandlet særlig indgående i hans forfatterskab bør nævnes Gundestrupkarret, Bronzekedelen fra Brå, bo- og gravpladsen på Kraghede, som alle er fund fra førromersk jernalder. Desuden beskæftigede han sig især med jernalderen på Bornholm, hvor han foretog flere udgravninger, blandt andet på den siden så berømte jernalderboplads på Sorte Muld, samt på gravfelterne på Store Frigård og Slusegård. Klindt-Jensen havde også en vigtig rolle i det store fællesnordiske og interdsciplinære udgravningsprojekt på Vallhagar på Gotland.